# EGSY8p7
EGSY8p7 (EGSY-2008532660) là một thiên hà xa xôi, với dịch chuyển đỏ quang phổ z = 8,68 (dịch chuyển đỏ quang trắc 8,57), một khoảng cách ánh sáng là 13,2 tỷ năm ánh sáng từ Trái đất, độ tuổi là 13,2 tỷ năm, và được quan sát hiện nay như 570 triệu năm sau vụ nổ lớn xảy ra 13,8 tỷ năm trước đây. Vào tháng 7 năm 2015, EGSY8p7 đã được công bố như là đối tượng thiên văn được biết đến có khoảng cách xa nhất, vượt qua đối tượng giữ kỷ lục trước đó, EGS-zs8-1, được xác định tháng 5 năm 2015 là đối tượng lâu đời nhất và xa nhất. Vào tháng 3 năm 2016, Pascal Oesch, một trong những người phát hiện ra EGSY8p7, công bố phát hiện của GN-Z11, một thiên hà lớn hơn và xa hơn. 

## Phát hiện
Ánh sáng của thiên hà EGSY8p7 dường như đã được phóng đại gấp đôi bằng thấu kính hấp dẫn về khoảng cách ánh sáng đến Trái đất, cho phép phát hiện EGSY8p7, mà sẽ không có được nếu không có sự phóng đại. Khoảng cách của EGSY8p7 đến Trái đất được xác định bằng cách đo sự dịch chuyển đỏ của phát xạ Lyman-alpha. EGSY8p7 là đối tượng phát xạ Lyma-alpha của hydro xa nhất được biết đến. Khoảng cách phát hiện này đã gây ngạc nhiên, bởi vì các đám mây hydro trung tính (hydro nguyên tử) đầy vũ trụ sơ khai nên đã hấp thụ các phát xạ này, thậm chí theo một số nguồn hydro đám mây gần với Trái Đất, theo mô hình vũ trụ tiêu chuẩn. Có thể giải thích cho việc phát hiện sẽ là tái ion hóa tiến triển một cách "chắp vá", chứ không phải là đồng nhất trong vũ trụ, tạo ra các mảng nơi EGSY8p7 hydro phát ra Lyman-alpha có thể đi đến Trái Đất, vì không có những đám mây hydro trung tính để hấp thụ các phát xạ.